# 프랭크 딜레인
프랭크 딜레인(Frank Dillane, 1991년 4월 21일 ~ )은 잉글랜드의 배우이다.

## 출연 작품
- 비엔나 앤 더 팬텀즈 (2016)
- 아스트랄 (2015)
- 피어 더 워킹 데드 시즌1 (2015)
- 센스8 (2015)
- 하트 오브 더 씨 (2015)
- 파파도포울로스 & 쏜즈 (2012)
- 해리 포터와 혼혈 왕자 (2009)
- 웰컴 투 사라예보 (1997)